# Standardansatz
Unter einem Standardansatz versteht man im Finanzwesen meist aufsichtsrechtlich vorgegebene Berechnungsmethoden für Risiken wie Kreditrisiko, Marktrisiko und Operationelles Risiko, mit deren Hilfe die Unterlegung mit Eigenkapital errechnet werden kann.

## Allgemeines
Die seit Januar 2014 in der EU geltende Kapitaladäquanzverordnung (englische Abkürzung CRR) unterscheidet generell zwischen dem Standardansatz und fortgeschrittenen Ansätzen. Beim Standardansatz sind die Berechnungsmethoden gesetzlich vorgegeben, bei den fortgeschrittenen Ansätzen sind stufenweise institutseigene Berechnungsmethoden, die auf bankinternen und/oder externen Datenquellen beruhen, zugelassen. Die Anwendung der Standardansätze wird gesetzlich als Regelfall vorausgesetzt, während die fortgeschrittenen Ansätze einer Genehmigung durch die Bankenaufsicht bedürfen.

## Kreditrisiko
Um das Kreditrisiko zu begrenzen, enthält die Kapitaladäquanzverordnung Mindesteigenkapitalanforderungen für Kreditrisiken. Diese kennen den
- Kreditrisiko-Standardansatz (KSA): die Risikoparameter Ausfallwahrscheinlichkeit (PD) und Ausfallverlustquote (LGD) werden durch die Bankenaufsicht vorgegeben. Das Rating ist nach Art. 113 Abs. 1 CRR von anerkannten externen Ratingagenturen zu übernehmen und bestimmt den dritten Risikoparameter, die Ausfallkredithöhe (EaD).
- Auf internen Ratings basierender Ansatz (IRBA): hier entfallen stufenweise die aufsichtsrechtlichen Vorgaben für die Risikoparameter, wobei
  - beim Basis-IRBA (F-IRBA) nur die Übernahme von Ratings der Ratingagenturen entfällt, so dass die PD selbst zu schätzen ist, und
  - beim fortgeschrittenen IRBA (A-IRBA) alle Vorgaben entfallen, so dass alle Risikoparameter vom Institut selbst zu berechnen sind.

Der Standardansatz gilt für alle Kreditinstitute, sofern sie kein anderes Ratingverfahren gemäß Art. 143 CRR von der Bankenaufsicht genehmigt bekommen.

## Marktrisiko
Nach den Art. 325 ff. CRR sind auch Marktrisiken mit Eigenmitteln zu unterlegen.
Der Marktrisiko-Standardansatz (MRSA, englisch market risk standardized approach) bestimmt die aufsichtsrechtliche Eigenkapitalanforderung für das spezifische Marktrisiko im Handelsbuch. Eine Erlaubnis zur Verwendung interner Modelle kann nach Art. 363 CRR erteilt werden.

## Operationelles Risiko
Operationelles Risiko ist nach Art. 4 Nr. 52 CRR das Risiko von Verlusten, die durch die Unangemessenheit oder das Versagen von internen Verfahren, Menschen und Systemen oder durch externe Ereignisse verursacht werden, einschließlich Rechtsrisiken.
Ab Art. 312 CRR sind bis Art. 324 CRR verschiedene Ansätze mit unterschiedlich hohem Grad an Risikosensitivität und Differenziertheit vorgesehen. Den Instituten sollten hierdurch angemessene Anreize zu einer Umstellung auf Ansätze mit höherer Risikosensitivität gegeben werden. Eine Kombination verschiedener Ansätze ist nach Art. 314 Abs. 1 CRR möglich.
Es gibt drei Arten des Ansatzes operationeller Risiken:
- Beim Standardansatz sind in Art. 317 CRR insgesamt 8 Geschäftsfelder identifiziert, bei denen die Unterlegung mit Eigenkapital 12 %, 15 % oder 18 % des Indikators beträgt. Als Indikator gelten nach Art. 316 CRR bestimmte Erträge und Aufwendungen aus der Gewinn- und Verlustrechnung. Die Werte positiver Geschäftsfelder können die Werte negativer Geschäftsfelder ausgleichen.
- Beim Basisindikatoransatz sind nach Art. 315 Abs. 1 CRR 15 % des Dreijahresdurchschnitts des Indikators mit Eigenkapital zu unterlegen. Um den alternativen Standardansatz nutzen zu können, sind die in Art. 319 Abs. 2 CRR aufgeführten Bedingungen zu erfüllen. Für jedes der vergangenen drei Jahre wird ein Teilanrechnungsbetrag ermittelt, in dem die Bruttoerträge der einzelnen Geschäftsfelder mit dem jeweiligen in der CRR vorgegebenen sog. Beta-Faktor {\displaystyle \beta } multipliziert und dann addiert werden:

{\displaystyle T=\Sigma _{j=1}^{8}\beta _{j}\cdot GI_{j}}
Darin sind
{\displaystyle T}: Teilanrechnungsbetrag
{\displaystyle GI}: Bruttoertrag
- Die fortgeschrittenen Messansätze sind in den Art. 321 ff. CRR geregelt. Die Verlustereignisse nach Art. 324 CRR gelten lediglich für die fortgeschrittenen Messansätze und betreffen den internen oder externen Betrug, Beschäftigungspraxis und Arbeitsplatzsicherheit, Kunden/Produkte/Geschäftsgepflogenheiten, Sachschäden, Betriebsunterbrechungen und Systemausfälle sowie Ausführung/Lieferung/Prozessmanagement.

## Bedeutung
Die Standardansätze eignen sich für von der Betriebsgröße her kleinere Kreditinstitute wie kleine bis mittelgroße Sparkassen, Genossenschaftsbanken oder Privatbanken. Mit der Anwendung der Standardansätze ist jedoch die geringste Risikosensitivität und Differenziertheit verbunden, so dass die Standardansätze tendenziell zu einer höheren Eigenmittelbelastung führen als die fortgeschrittenen Ansätze, die einer Genehmigung durch die Bankenaufsicht bedürfen.
Die Verwendung des Standardansatzes ist der BaFin und der Deutschen Bundesbank anzuzeigen. Voraussetzung für die Verwendung ist die Erfüllung einiger qualitativer Anforderungen an das Management operationeller Risiken. Der Verwendung des alternativen Standardansatzes muss die BaFin zustimmen.